# Seo (Familienname)
Seo ist ein koreanischer Familienname.

## Namensträger
- Seo Chae-hyun (* 2003), südkoreanische Sportkletterin
- Seo Chang-wan (* 1997), südkoreanischer Moderner Fünfkämpfer
- Danny Seo (* 1977), US-amerikanischer Umweltaktivist
- Seo Dong-hyeon (* 1985), südkoreanischer Fußballspieler
- Seo Dong-jin (* 1975), südkoreanischer Fußballschiedsrichter
- Seo Dong-myung (* 1974), südkoreanischer Fußballtorhüter
- Eriko Seo (* 1979), japanische Eisschnellläuferin
- Seo Eun-su (* 1994), südkoreanische Schauspielerin
- Seo Hae-an (* 1985), südkoreanische Leichtathletin
- Seo Hajin (* 1960), südkoreanische Schriftstellerin
- Hideki Seo (1974–2024), japanisch-französischer Modedesigner und Künstler
- Seo Ho-jin (* 1983), südkoreanischer Shorttracker
- Seo Hyang-soon (* 1967), südkoreanische Bogenschützin
- Seo Hyun-deok (* 1991), südkoreanischer Tischtennisspieler
- Seo In-guk (* 1987), südkoreanischer Sänger und Schauspieler
- Seo Jae Weong (* 1977), südkoreanischer Baseballspieler
- Seo Jee-won (* 1994), südkoreanische Freestyle-Skisportlerin
- Seo Jeong-in (1936–2025), südkoreanischer Schriftsteller
- Seo Ji-hye (* 1984), südkoreanische Schauspielerin
- Seo Ji-yeon (* 1993), südkoreanische Fechterin
- Seo Ji-youn (* 1995), südkoreanische Fußballspielerin
- Seo Jong-ho (* 1980), südkoreanischer Hockeyspieler
- Seo Jong-min (* 2002), südkoreanischer Fußballspieler
- Seo Joon-yong (* 1988), südkoreanischer Bahn- und Straßenradrennfahrer
- Seo Ju-hyeon (* 1991), südkoreanische Popsängerin siehe Seohyun
- Seo Jung-hwa (* 1990), südkoreanische Freestyle-Skisportlerin
- Seo Jung-hyup (* 1965), südkoreanischer Politiker, Bürgermeister von Seoul
- Seo Jung-jin (* 1989), südkoreanischer Fußballspieler
- Seo Jung-won (* 1970), südkoreanischer Fußballspieler
- Kōji Seo (* 1974), japanischer Mangaka
- Seo Mi-ae (* 1965), südkoreanische Schriftstellerin
- Seo Min-jun (* 2004), südkoreanischer Sprinter
- Seo Myung-joon (* 1992), südkoreanischer Freestyle-Skisportler
- Seo Seung-jae (* 1997), südkoreanischer Badmintonspieler
- Seo Su-yeon (* 1986), südkoreanische Para-Tischtennisspielerin
- Seo Taiji (* 1972), südkoreanischer Popsänger
- Titus Seo Sang-Bum (* 1961), südkoreanischer Militärbischof
- Tomomi Seo, japanische Fußballspielerin
- Seo Whi-min (* 2002), südkoreanische Shorttrackerin
- Seo Woo (* 1985), südkoreanische Schauspielerin
- Seo Yea-ji (* 1990), südkoreanische Schauspielerin
- Seo Yeong-jun (* 1995), südkoreanischer Eishockeyspieler
- Seo Yi-ra (* 1992), südkoreanischer Shorttracker
- Seo Yoon-hee (* 1984), südkoreanische Badmintonspielerin
- Seo Young-eun (* 1943), südkoreanische Schriftstellerin
- Seo Young-hee (* 1980), südkoreanische Schauspielerin
- Seo Young-jae (* 1995), südkoreanischer Fußballspieler
- Seo Young-woo (* 1991), südkoreanischer Bobfahrer